# 18th Telstra Rally Australia
Resultados do 18th Telstra Rally Australia.

## Classificação Final
| Pos | N.º  | Piloto Co-piloto                  | Nacionalidade             | Carro                                               | Tempo               |
| --- | ---- | --------------------------------- | ------------------------- | --------------------------------------------------- | ------------------- |
| 1   | 2 M  | François Duval Sven Smeets        | Bélgica · Bélgica         | Citroën Xsara WRC Citroën Total                     | 3:19.55,0 0         |
| 2   | 9 M  | Harri Rovanperä Risto Pietiläinen | Finlândia · Finlândia     | Mitsubishi Lancer WRC Mitsubishi Motors Motorsports | 3:20.47,9 52,9      |
| 3   | 16   | Manfred Stohl Ilka Minor          | Áustria · Áustria         | Citroën Xsara WRC OMV World Rally Team              | 3:21.28,0 1.33,0    |
| 4   | 6 M  | Chris Atkinson Glenn MacNeall     | Austrália · Austrália     | Subaru Impreza WRC Subaru World Rally Team          | 3:21.34,0 1.39,0    |
| 5   | 10 M | Gigi Galli Guido D'Amore          | Itália · Itália           | Mitsubishi Lancer WRC Mitsubishi Motors Motorsports | 3:22.59,4 3.04,4    |
| 6   | 4 M  | Roman Kresta Jan Tománek          | Chéquia · Chéquia         | Ford Focus WRC BP Ford World Rally Team             | 3:23.04,0 3.09,0    |
| 7   | 14   | Daniel Solà Xavier Amigo          | Espanha · Espanha         | Ford Focus WRC BP Ford World Rally Team             | 3:26.12,4 6.17,4    |
| 8   | 11 M | Armin Schwarz Klaus Wicha         | Alemanha · Alemanha       | Škoda Fabia WRC Škoda Motorsport                    | 3:27.59,3 8.04,3    |
| 9   | 31 P | Toshi Arai Tony Sircombe          | Japão · Nova Zelândia     | Subaru Impreza WRX STI Subaru Team Arai             | 3:35.38,2 15.43,2   |
| 10  | 37 P | Mark Higgins Daniel Barritt       | Reino Unido · Reino Unido | Subaru Impreza WRX STI                              | 3:37.24,8 17.29,8   |
| 11  | 40 P | Gabriel Pozzo Daniel Stillo       | Argentina · Argentina     | Subaru Impreza WRX STI Subaru Argentina Rally Team  | 3:38.06,7 18.11,7   |
| 12  | 34 P | Fumio Nutahara Satoshi Hayashi    | Japão · Japão             | Mitsubishi Lancer Evo 8 Advan-PIAA Rally Team       | 3:40.31,0 20.36,0   |
| 13  | 33 P | Nasser Al-Attiyah Chris Patterson | Catar · Reino Unido       | Subaru Impreza WRX STI                              | 3:41.55,9 22.00,9   |
| 16  | 42 P | Federico Villagra Javier Villagra | Argentina · Argentina     | Mitsubishi Lancer Evo 8                             | 3:50.35,6 30.40,6   |
| 17  | 38 P | Fabio Frisiero Giovanni Agnese    | Itália · Itália           | Subaru Impreza WRX STI                              | 3:52.40,4 32.45,5   |
| 25  | 45 P | Riccardo Errani Stefano Casadio   | Itália · Itália           | Mitsubishi Lancer Evo 8                             | 4:14.14,6 54.19,6   |
| 28R | 36 P | Marcos Ligato Rubén García        | Argentina · Argentina     | Subaru Impreza WRX STI Subaru Argentina Rally Team  | 4:16.50,8 56.55,8   |
| 30R | 44 P | Sebastián Beltrán Edgardo Galindo | Argentina · Argentina     | Subaru Impreza WRX STI Subaru Argentina Rally Team  | 4:22.00,0 1:02.05,0 |
| 34R | 41 P | Natalie Barratt Kaj Lindström     | Reino Unido · Finlândia   | Subaru Impreza WRX STI OMV World Rally Team         | 4:27.25,9 1:07.30,9 |

## Abandonos
| SS  | N.º  | Piloto Co-piloto                  | Nacionalidade             | Carro                                             | Classe     |  |
| --- | ---- | --------------------------------- | ------------------------- | ------------------------------------------------- | ---------- |  |
| R9  | 1 M  | Sébastien Loeb Daniel Elena       | França · Mónaco           | Citroën Xsara WRC Citroën Total                   | Acidente   |  |
| R25 | 3 M  | Toni Gardemeister Jakke Honkanen  | Finlândia · Finlândia     | Ford Focus WRC BP Ford World Rally Team           | Water pump |  |
| R13 | 5 M  | Petter Solberg Phil Mills         | Noruega · Reino Unido     | Subaru Impreza WRC Subaru World Rally Team        | Acidente   |  |
| R7  | 7 M  | Marcus Grönholm Timo Rautiainen   | Finlândia · Finlândia     | Peugeot 307 WRC Marlboro Peugeot Total            | Suspension |  |
| R3  | 8 M  | Daniel Carlsson Mattias Andersson | Suécia · Suécia           | Peugeot 307 WRC Marlboro Peugeot Total            | Acidente   |  |
| R23 | 12 M | Colin McRae Nicky Grist           | Reino Unido · Reino Unido | Škoda Fabia WRC Škoda Motorsport                  | Clutch     |  |
| R6  | 15   | Antony Warmbold Michael Orr       | Alemanha · Reino Unido    | Ford Focus WRC BP Ford World Rally Team           | Acidente   |  |
| R5  | 17   | Xavier Pons Carlos del Barrio     | Espanha · Espanha         | Citroën Xsara WRC OMV World Rally Team            | Acidente   |  |
| R1  | 49 P | Hamed Al-Wahaibi David Senior     | OMA · Reino Unido         | Subaru Impreza WRX STI Oman Arab World Rally Team |            |  |
| R22 | 50 P | Aki Teiskonen Miika Teiskonen     | Finlândia · Finlândia     | Subaru Impreza WRX STI Syms Rally Team            | Acidente   |  |
| 0   | 0    | 0                                 | 0                         | 0                                                 | 0          |  |